# Tadarida aegyptiaca
Tadarida aegyptiaca es una especie de murciélago de la familia Molossidae.

## Distribución geográfica
Se encuentra en África,  la Península arábiga, India, Sri Lanka y Bangladés.